# Altranstädtkonventionen
För fredsfördraget 1706 mellan Karl XII av Sverige och August den starke av Polen, se Freden i Altranstädt.
Altranstädtkonventionen var ett fördrag mellan Sverige under Karl XII och Tysk-romerska riket under kejsar Josef I, undertecknat 1 september 1707 (Nya stilen) i Liebertwolkwitz utanför nuvarande Leipzig.
Genom konventionen försäkrade kejsaren att protestanter i Schlesien skulle garanteras religionsfrihet, och 120 kyrkor återlämnades till protestantiska församlingar. Nya kyrkor för protestantiska församlingar tilläts uppföras i Sagan, Freystadt, Hirschberg, Landeshut, Militsch och Teschen, samtidigt som de befintliga fredskyrkorna i Glogau, Jauer och Schweidnitz nu tilläts uppföra klocktorn.

## Bakgrund
Under åren 1706 till 1707 hade Karl XII sitt högkvarter på slottet i Altranstädt nära Leipzig, där också freden i Altranstädt undertecknades 1706 och August den starke tvingades avsäga sig den polska kronan. När Karl XII krävde att den ryska hjälpkår som stått under August den starkes befäl skulle utlämnas, valde denne istället att ställa dem under den tysk-romerske kejsarens beskydd. Detta ledde till diplomatiska slitningar mellan Sverige och Tysk-romerska riket, och Karl XII utövade i denna situation diplomatiska påtryckningar på kejsaren för att hindra denne från att ingripa i det Stora nordiska kriget. Från den kejserliga sidan ville man samtidigt förhindra att Sverige å sin sida ingrep på Frankrikes sida i Spanska tronföljdskriget mot kejsaren, som pågått sedan 1701 och betydde att huvuddelen av den kejserliga armén var uppbunden i södra och västra Europa, med små möjligheter att försvara Schlesien.
Sverige var enligt Westfaliska freden garant för de religiösa eftergifter åt protestanterna i det kejserliga Schlesien som kejsaren gjort, med rätt att uppföra de så kallade fredskyrkorna. Medan den kejserliga linjen var att kejsaren ägde rätt att ensidigt återkalla de eftergifter som gjorts, i egenskap av enväldig suverän över Schlesien, såg den protestantiska sidan de eftergifter som gjorts i Westfaliska freden som en garanti för friheten att utöva protestantismen inom de givna ramarna.
Under den tid som passerat sedan Westfaliska freden slöts hade jesuiterna förmått regeringen i Wien att i strid mot fredsavtalet frånta protestanterna i Schlesien en mängd kyrkor och överlämna dem åt katolikerna, stänga de lutherska skolorna i flera församlingar samt tvinga barnen att gå i katolska processioner och åhöra mässan. Endast på undangömda platser hade protestanterna kunnat samlas till gudstjänst. Karl XII hade under flera år följt utvecklingen frågan. Redan på sommaren 1705, då han med sin armé stod nära Schlesiens gräns, hade ombud för protestanterna kommit till hans läger och klagat över sin nöd för honom. Året därpå, under den svenska arméns tåg genom samma landsända, lovade han att hjälpa dem. Karl XII:s levnadstecknare Jöran Nordberg berättade om en gammal schlesisk skomakare som vid svenska härens övergång av Oder grep tag i den svenske kungens stigbygel och vägrade att släppa den förrän Karl med handslag lovat honom att hjälpa schlesierna. Även Polens och Sachsens protestanter hade fått en beskyddare i Karl XII, och en av anledningarna till Karls motvilja mot att sluta förbund med Ludvig XIV var att denne förföljt protestanterna i Frankrike.

## Följder
Genom Altranstädtkonventionen kom religionsfriheten för protestanter i Schlesien att garanteras, till skillnad från i de flesta andra kejserliga territorier. Bestämmelserna i Altranstädtkonventionen kom att gälla fram till Fredrik II av Preussens ockupation av Schlesien under första schlesiska kriget och Schlesiens införlivande med det protestantiska Preussen 1742.
Karl XII hade under förhandlingarna vägrat att vika sig i frågan. Det kejserliga sändebudet klagade i sina brev till kejsar Josef på den svenske kungens "vilda humör". Han skrev bland annat: "Jag har inte att göra med en resonabel utan med en rentav vild människa – för att inte säga något värre om ett krönt huvud." Karl XII nöjde sig efteråt inte med att ha genomdrivit konventionen utan vakade också sorgfälligt över att den verkligen genomfördes. Ännu så sent som år 1718, mitt under de förberedelserna för hans norska fälttåg kontrollerade Karl att ingenting företogs mot protestanterna i Schlesien i strid med fördraget.